# 张鑫 (书法家)
张鑫（1939年—），又名阿鸣，男，江苏南京人，中国书法家，曾任中国书法家协会理事，江西省书法家协会名誉主席。